# Messerschmitt Me 163 Komet

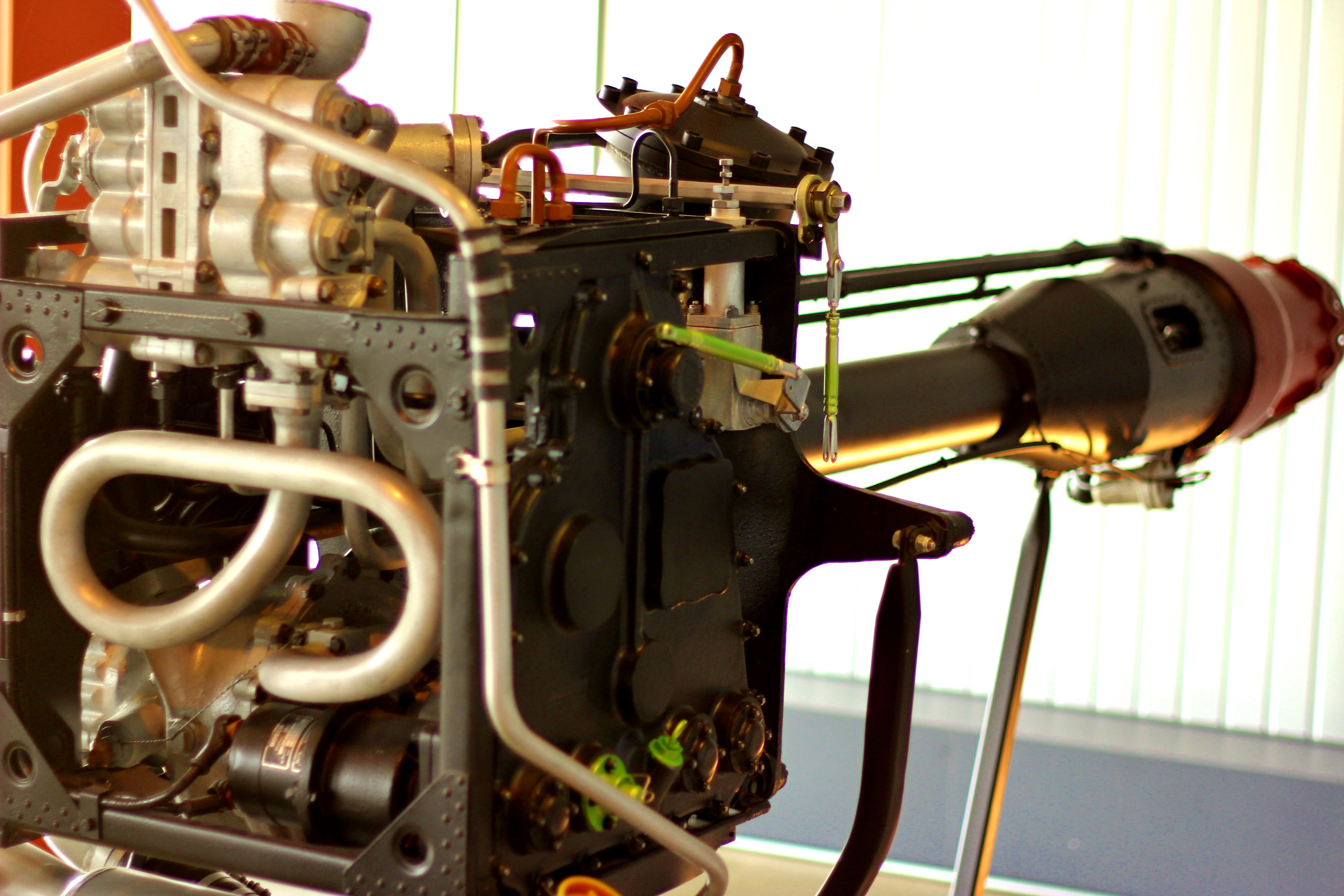
motor do Messerschmitt Me-163 "HWK 109-509A"

Messerschmitt Me 163 Komet - foi um "avião-foguete" colocado em operação em meados de 1944, em resposta aos constantes bombardeios sofridos pelo III Reich, que a essa altura do conflito já se encontrava severamente comprometido.
O avião, inicialmente concebido como um avião interceptador local, foi projetado por Alexander Lippisch. Testado como um planador, desprovido de profundor de cauda, foi posteriormente equipado com um motor de foguete durante sua fase de desenvolvimento. O motor utilizava um propelente resultante da mistura de dois componentes fortemente reativos, os quais causaram uma série de acidentes que quase inviabilizaram  o projeto. Uma operação especial e extremamente controlada era necessária cada vez que o aparelho era abastecido. Os dois caminhões-tanque, claramente identificados, cada um com um dos reagentes, se aproximavam da aeronave em momentos diferentes, sendo o piso e o avião lavados entre um abastecimento e outro.
O avião, então abastecido, decolava a uma espantosa velocidade, atingia rapidamente altitude e mergulhava sobre os bombardeiros. Como sua autonomia era muito pequena, cerca de oito minutos, o voo prosseguia, após os ataques, como um voo planado, momento em que se tornava um alvo fácil. Seu pesado armamento podia abater um B-17 com apenas três disparos, no entanto sua velocidade de aproximação era por demais elevada causando dificuldades operacionais aos pilotos, não acostumados a esse desempenho, ainda mais que os pilotos na maioria devido as baixas da Luftwaffe, eram de jovens e pouco treinados. Era um avião extremamente instável mas de concepções inovadoras. A despeito de sua extrema performance apenas 16 bombardeiros foram abatidos por essa aeronave, sendo este um resultado insignificante frente a situação a que se achava a Alemanha ao final do conflito.
É interessante observar que ao final da guerra exemplares deste avião caíram nas mãos dos aliados, sendo este projeto, ou alguns de seus conceitos, utilizados para o projeto "X", cujo aparelho X-1, sob comando de Charles "Chuck" Yeager foi o primeiro aparelho a quebrar a barreira do som no dia 14 de outubro de 1947. A principal série foi a série "B" (Me 163B). Surgiu depois o Me 163C, com maior aerodinâmica graças ao nariz mais longo e mais baixo. Os três protótipos do Me 163C foram destruídos para que não fossem capturados pelos soviéticos. Já o Me 163D (mudado para Messerschmitt Me 263 ou ainda Ju 248) com apenas 1 protótipo que realizou voos planados e outros dois que foram destruídos.
Como curiosidade, o Me 163 utilizava rodas descartáveis para a decolagem. Ao pousar, utilizava-se do próprio fundo do avião, deixando assim, muitos pilotos paraplégicos pelo choque do avião com o solo.

## Galeria
|  |  |  |  |